# Siegfried Jessen
Siegfried Jessen (* 4. Oktober 1917; † 30. Dezember 1971) war ein deutscher Fußballspieler, der hauptsächlich für den Hamburger SV spielte.

## Karriere

### Von 1934 bis 1945
Jessen kam aus dem eigenen Nachwuchs des Hamburger SV und debütierte am 18. Mai 1935 im Tschammerpokal in der Ligamannschaft. Bis 1949 gehörte er dem Verein als Stürmer an und kam von 1935 bis 1939 in der Gauliga Nordmark, in einer von 16, später auf 23 aufgestockten Gauligen, als höchste Spielklasse zur Zeit des Nationalsozialismus im Deutschen Reich zu Punktspielen.
Nach seiner Premierensaison im Seniorenbereich beendete er mit seiner Mannschaft diese auf Platz 3, in der Folgesaison als Meister. Danach folgten für ihn noch einige Saisons mit sporadischen Einsätzen, von denen die nächsten beiden als Gaumeister beendet wurden. Von 1942 bis 1945 spielte der HSV – durch die kriegsbedingte Aufteilung des bisherigen Sportbereichs – in der Gauklasse Hamburg mit dem Gewinn der Stadtmeisterschaft 1945, an der Jessen nicht beteiligt war.
Aufgrund der regionalen Erfolge kam er in den Jahren 1937 und 1939 in insgesamt acht Endrundenspielen um die Deutsche Meisterschaft zum Einsatz. Er debütierte am 20. Juni 1937 im Spiel um Platz 3 bei der 0:1-Niederlage gegen den VfB Stuttgart im Probstheidaer Stadion in Leipzig. Vom 16. April bis 21. Mai 1939 kam er in fünf der sechs Spiele der Gruppe 1 zum Einsatz, in denen er seine insgesamt fünf Tore erzielte, sowie im Halbfinale und im Spiel um Platz 3, das am 17. Juni 1939 im Stadion am Ostragehege mit 2:3 beim Dresdner SC verloren wurde. Im Wettbewerb um den Tschammerpokal, den 1935 eingeführten Pokalwettbewerb für Vereinsmannschaften, bestritt er 1935 zwei, 1937 und 1939 jeweils ein Spiel, wobei er in seinem letzten am 20. August 1939 beim 3:1-Erstrundensieg beim SV Hamborn 07 mit dem Treffer zum 2:1 in der 51. Minute sein einziges Tor in diesem Wettbewerb erzielte.

### Von 1945 bis 1949
Nach dem Ende des Zweiten Weltkriegs spielte er von 1945 bis 1947 in der „Hamburger Liga“ unter Aufsicht der britischen Militärregierung, die Saison 1947/48 in der ersten Austragung der Oberliga Nord, zeitgleich mit der Oberliga West, eine von drei weiteren, bereits seit 1945 bestehenden Oberligen. Mit Abschluss der Saison 1948/49 beendete er nach insgesamt 16 Oberligaspielen, in denen er vier Tore erzielte, seine Spielerkarriere beim HSV und wechselte gemeinsam mit Erwin Seeler zu Victoria Hamburg. In der Endrunde um die Deutsche Meisterschaft kam er einzig am 18. Juli 1948 bei der 1:2-Viertelfinalniederlage gegen die SpVgg Neuendorf im Dortmunder Stadion Rote Erde zum Einsatz.

## Erfolge
- Norddeutscher Meister 1948, 1949
- Britischer Zonenmeister 1947, 1948
- Hamburger Stadtmeister 1945, 1946
- Gaumeister Nordmark 1937, 1938, 1939